# Homeacre-Lyndora
Homeacre-Lyndora és una concentració de població designada pel cens dels Estats Units a l'estat de Pennsilvània. Segons el cens del 2000 tenia 6.685 habitants.

## Demografia
Segons el cens del 2000, Homeacre-Lyndora tenia 6.685 habitants, 3.077 habitatges, i 1.867 famílies. La densitat de població era de 386,4 habitants per quilòmetre quadrat.
Dels 3.077 habitatges en un 21% hi vivien nens de menys de 18 anys, en un 48,7% hi vivien parelles casades, en un 8,5% dones solteres, i en un 39,3% no eren unitats familiars. En el 35,7% dels habitatges hi vivien persones soles el 19,5% de les quals corresponia a persones de 65 anys o més que vivien soles. El nombre mitjà de persones vivint en cada habitatge era de 2,14 i el nombre mitjà de persones que vivien en cada família era de 2,77.
Per edats la població es repartia de la següent manera: un 18% tenia menys de 18 anys, un 6,3% entre 18 i 24, un 25,4% entre 25 i 44, un 25,1% de 45 a 60 i un 25,2% 65 anys o més.
L'edat mediana era de 45 anys. Per cada 100 dones de 18 o més anys hi havia 89,8 homes.
La renda mediana per habitatge era de 32.819 $ i la renda mediana per família de 43.136 $. Els homes tenien una renda mediana de 36.804 $ mentre que les dones 23.537 $. La renda per capita de la població era de 20.705 $. Entorn del 7,2% de les famílies i el 8,3% de la població estaven per davall del llindar de pobresa.

## Poblacions més properes
El següent diagrama mostra les poblacions més properes.